# بحر ريسر لارسن

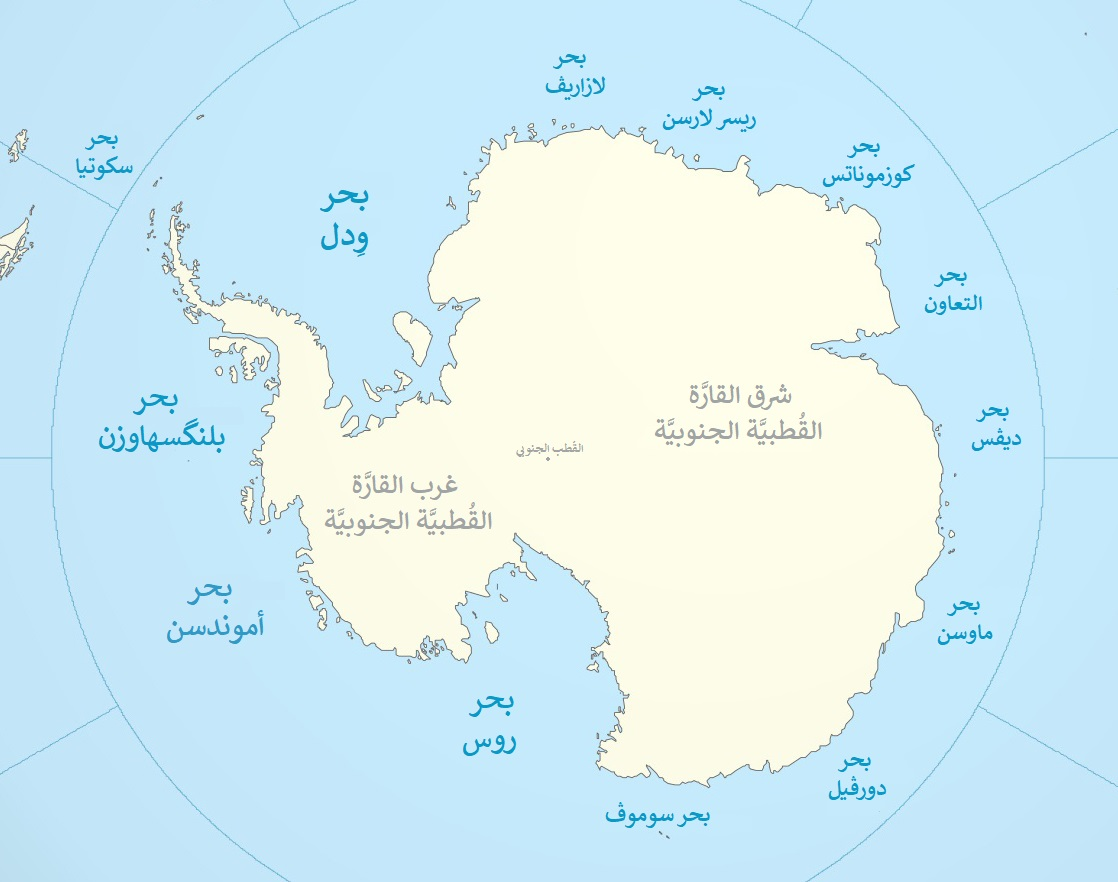
أعلى الصورة بحر ريسر لارسن و جزء من المحيط الجنوبي.

بحر ريسر لارسن هو بحر هامشي في المحيط الجنوبي. و يقع بين بحر لازاريف إلى الغرب و بحر كوزموناتس إلى الشرق، أو بين خطوط الطول 14 ° E و 30 ° E. و حدوده الشمالية خط العرض الجنوبي 65. الأعماق تتجاوز 3،000 متر في معظم الأحيان. يتم تغطيته بالانجراف الجليد تقريبا على مدار السنة. ويمتد على مساحة 1138000 كيلومتر مربع. وهناك العديد من الجبال الجليدية.
إلى الجنوب من بحر ريسر لارسن يقع ساحل الأميرة أستريد و ساحل الأميرة راغنهيد كجزء من أرض الملكة مود. في الجزء الغربي جرف جليدي يدعى لازاريف، و إلى الشرق الجرف الجليدي أرسكين و كذلك غودل، و المحطة البلجيكية السابقة روي- بودوان.
تم تسمية البحر على أسم رائد الطيران النرويجي والمستكشف القطبي هيلمار ريسر لارسن (1890-1965).